# Bändigung des Feuers
Bändigung des Feuers (Russisch: Укрощение огня) ist ein sowjetischer Film aus dem Jahr 1972. Regie führte Daniil Jakowlewitsch Chrabrowizki. Vorbild für die von Kirill Jurjewitsch Lawrow gespielte Hauptrolle war Sergei Pawlowitsch Koroljow.

## Handlung
Der Film schildert in mehreren Episoden die Entwicklung der sowjetischen Raketentechnik und Raumfahrt und folgt dabei dem Leben des Ingenieurs Baschkirzew.
Der Film beginnt mit den Startvorbereitungen für einen unbemannten Satelliten. Alle 25 vorgeschriebenen Bodentests waren erfolgreich, beim vorsichtshalber vorgenommenen 26. konnte der Satellit aber nicht von der Trägerrakete gelöst werden. Chefingenieur Baschkirzew ist trotzdem dafür, den Start durchzuführen, manche Probleme könne man auf der Erde nicht simulieren. Die anderen Ingenieure zögern. Schließlich entscheidet der Vertreter des Zentralkomitee der KPdSU Marschall Logunow, den Start nicht durchzuführen. Daraufhin fliegt Baschkirzew nach Moskau, um diese Entscheidung revidieren zu lassen. Wegen schlechten Wetters muss sein Flugzeug auf der Krim zwischenlanden – zufälligerweise in der Gegend, in der er seine Jugend verbrachte. Während eines Ausflugs erleidet er einen Herzinfarkt und denkt an die Stationen seines Lebens zurück.
Die junge Baschkirzew hat ein Segelflugzeug entworfen, das mit Hilfe von Luftfahrtbegeisterten, unter den auch seine Freundin Natascha ist, gestartet und von hm selbst gesteuert wird. Der erste Flug endet allerdings mit einer Bruchlandung. Bachkirzew reist mit einem neuen Flugzeugentwurf nach Moskau und lässt Natascha zurück. Statt im Flugzeugbau eingesetzt zu werden, wird er aber zunächst zum Aufbau des Metallurgiekombinates Magnitogorsk geschickt. Bei einem Vortrag, bei dem er der einzige Zuhörer ist, lernt er den Raumfahrtenthusiasten Kondratjuk kennen, der ihn für die Raketentechnik begeistert. Mit Kondratjuk und anderen gründet er die Gruppe zur Erforschung reaktiver Antriebe, der schließlich der Start der ersten sowjetischen Flüssigkeitsrakete gelingt.
Baschkirzew kann bei einem Besuch in der Heimat zwar die Hochzeit Nataschas mit einem anderen verhindern, indem er sie (mit ihrer Zustimmung) bei der Trauung entführt. Da er sich aber nur um die Entwicklung von Raketen kümmert, verlässt sie ihn schon nach kurzer Zeit.
Endgültig begeistert von der Raketentechnik wird Baschkirzew durch einen Besuch bei dem Raumfahrtpionier Ziolkowski, der ihm seine Visionen der bemannten Raumfahrt erläutert. Zunächst entwickelt Baschkirzew ein Raketenflugzeug, das jedoch beim Start explodiert. Seine nächste Entwicklung ist ein Raketenwerfer. Baschkirzew wird zum Leiter des Produktionsbetriebes ernannt. Nach dem Überfall Deutschlands auf die Sowjetunion will er sich entgegen allen Vorschriften selbst an der Front von der Wirksamkeit der neuen Waffe überzeugen. Dabei wird die Einheit fast eingekesselt. Baschkirzew muss die Raketenwerfer sprengen, damit sie nicht dem Feind in die Hände fallen. Ihm gelingt die Rückkehr nach Moskau, wo er auf Anweisung von Logunow mit der Verlagerung des Werkes hinter den Ural beginnt.
Nach dem Ende des Zweiten Weltkriegs versucht Baschkirzew die deutsche A-4-Rakete zu verbessern. Die ersten Teststarts misslingen jedoch. Bei einem Treffen mit Stalin besteht dieser darauf, von der deutschen Technik zu lernen, wie das auch die USA mit Hilfe von Wernher von Braun täten. Ein „Ziolkowski-Patriotismus“ helfe nicht weiter. Baschkirzew erwidert, dass, wenn man erfolgreich sein wolle, umfangreiche Investitionen in die Raketentechnik erforderlich seien.
Mit dem Physiker Kurtschatow beobachtet er den erfolgreichen Test der ersten sowjetischen Atombombe. Baschkirzew wirft die Frage auf, ob es nicht ein moralisches Problem sei, für die Atombombe Raketen mit großer Reichweite zu entwickeln. Kurtschatow erwidert, die Verbrechen hätten in Hiroshima und Nagasaki stattgefunden, nun müsse die Sowjetunion reagieren, um den Frieden zu sichern.
Als die Berechnungen zeigen, dass die sowjetischen Raketen zu schwer sind, wird dieses Problem durch die Bündelung mehrerer Raketen in der ersten Stufe gelöst. Die ersten beiden Starts der neuen Trägerrakete misslingen jedoch. Baschkirzew wird Sabotage vorgeworfen. Er hält seinen Kritikern vor, dass sie keine Geduld hätten und schnelle Resultate wollten. Die Entwicklung einer Rakete sei aber ein schwieriger Erkenntnisprozess, den man nicht durch Beschlüsse beschleunigen könne. Schließlich gelingt am 4. Oktober 1957 der Start von Sputnik 1.
Baschirzew besucht Natascha und erfährt, dass er mit ihr einen Sohn hat. Sie schickt Baschkirzew aber fort und bittet ihn sie nicht mehr zu besuchen, da er sie nicht brauche. Er lebe nur für seine Arbeit. Das Angebot seiner Mitarbeiterin Sonja, mit ihr eine Beziehung einzugehen, lehnt Baschkirzew ab.
Am 1. Mai 1960 bereitet sich Baschkirzew auf die Maidemonstration vor, als er einen dringenden Anruf erhält. Ein amerikanisches Spionageflugzeug wurde über der Sowjetunion geortet. Es wird mit einer von Baschkirzew entwickelten Rakete abgeschossen.
Am Vorabend des ersten bemannten Weltraumfluges spricht Baschkirzew mit Juri Gagarin. Er wolle ihn nicht belügen, es gebe keine Garantie für ein Gelingen des Fluges. Der Flug verläuft jedoch erfolgreich. Auf dem abendlichen Festbankett lehnt es Baschkirzew ab, dass auf sein Wohl angestoßen wird. Man solle lieber auf das ganze Volk trinken. Zufällig ist auch Natascha mit ihrem Sohn für 2 Stunden in Moskau. Baschkirzew zeigt ihr seine Wohnung. Erst dort wird Natascha bewusst, welche zentrale Rolle Baschkirzew im sowjetischen Raketen- und Raumfahrtprogramm spielt. Sie verlässt ihn trotzdem.
Der Film springt wieder in die Anfangsszene. Baschkirzew stirbt an dem Herzinfarkt, in Überblendung erscheint dazu sein erster Flug mit dem selbst konstruierten Segelflugzeug, der mit einer Bruchlandung endet.
Der Film endet mit der (fiktiven) Übertragung des Startes eines sowjetischen Raumschiffes mit einer dreiköpfigen Besatzung, der von live Eurovision und Intervision übertragen wird. Im Kontrollzentrum hängt ein Porträtfoto Baschkirzews an der Wand. Seine Kollegen setzen seine Arbeit fort.

## Kritik
„Thematisch interessant und mit beeindruckenden Aufnahmen vom sowjetischen Kosmodrom, doch insgesamt herrscht der Eindruck einer überlangen Reportage vor.“, so das Lexikon des internationalen Films.

## Produktion und Veröffentlichung
Bei der Produktion von Mosfilm führte Daniil Jakowlewitsch Chrabrowizki Regie. Der Film wurde in einem Seitenverhältnis von 2,20:1 auf Farbmaterial gedreht. Drehorte waren unter anderem das Kosmodrom in Baikonur und die Mosfilm-Studios in Moskau. Die Musik komponierte Andrei Petrow.
Der Film sollte ursprünglich zum 12. April 1971, dem 10. Jahrestag des ersten bemannten Weltraumflugs, in die Kinos kommen. Wegen zahlreicher Änderungswünsche aus Geheimhaltungsgründen gelang das nicht. Premiere war am 12. April 1972. Zu diesem Zeitpunkt ruhte das sowjetische bemannte Raumfahrtprogramm nach dem Tod der Besatzung von Sojus 11 im Juni 1971.
Am 11. Oktober 1972 wurde der Film beim sowjetischen Filmfestival in Japan gezeigt und eine deutsche Fassung kam am 12. April 1973 in die Kinos der DDR. Es folgten Veröffentlichungen in der Tschechoslowakei, den USA, Italien und Ungarn.
1999 wurde von Icestorm Entertainment eine deutsche DVD-Fassung veröffentlicht.

## Sonstiges
- Neben Baschkirzew (Koroljow) sind weitere Filmfiguren an tatsächliche Personen angelehnt. Das Vorbild für ZK-Mitglied Logunow ist der spätere sowjetische Verteidigungsminister Dmitri Ustinow, Baschkirzews Mitarbeiter Ognew ist an Wassili Mischin angelehnt.
- Völlig ausgespart wird im Film der Umstand, dass Koroljow während der großen Säuberung mehrere Jahre inhaftiert war.
- Als technische Berater wirkten u. a. Boris Tschertok und Alexei Issajew mit. Im Unterschied zu Issajew wird der bekanntere Tschertok in den Credits jedoch nicht namentlich genannt.

## Auszeichnungen
- Auf dem 17. Internationalen Filmfestival in Karlovy Vary 1972 gewann der Film den Hauptpreis.
- Hauptdarsteller Kirill Lawrow erhielt auf dem 6. Allunionsfilmfestival 1973 in Alma-Ata den ersten Preis für eine Hauptrolle und 1974 den Staatspreis der RSFSR.